# Joshua King
Joshua Christian Kojo King (født 15. januar 1992 i Oslo) er en norsk-gambisk fodboldspiller, der som spiller for Al-Khaleej i Saudi-Arabien. Han spiller som angriber og som kant.

## Karriere
King fik sin førsteholdsdebut for Manchester United FC den 23. september 2009 i ligacupkampen mod Wolverhampton Wanderers FC, hvor han blev indskiftet ni minutter før tid.
King var udlånt til Preston North End FC i 2010, men blev hentet tilbage, da United-managerens søn Darren Ferguson blev fyret som Prestons manager.
I efteråret 2011 blev han udlånt til den tyske klub Borussia Mönchengladbach, hvor han debuterede mod VfL Wolfsburg den 19. august 2011. Efter opholdet i Tyskland vendte han tilbage til Manchester ved årskiftet. Den 16. januar 2012 blev King udlånt til Hull City AFC for 2011/2012-sæsonen.
Den 28. maj 2015 blev King solgt fra Blackburn Rovers FC til nyoprykkede AFC Bournemouth, hvor han skrev under på en treårskontrakt.